# Bandeira do Governador do Estado do Ceará
A bandeira do Governador do Estado do Ceará é uma bandeira-insígnia, oficial do governador do Estado do Ceará, no Brasil, como sinal distintivo da função de Governador do Estado do Ceará, bem como distingui-la das demais autoridades civis.  Foi criada pelo decreto Nº28.366, sancionado pelo governador Lúcio Alcântara no dia 30 de agosto de 2006 e publicado no Diário Oficial do Estado do Ceará em 31 de agosto.

## História
É a bandeira da Confederação do Equador, um movimento revolucionário que aconteceu em 1824, e do qual o Ceará foi ativo participante.

## Descrição
O decreto de criação dispõe a seguinte descrição: "bandeira de formato retangular de cor azul celeste, com um quadrado amarelo ao centro, tendo sobre ele um círculo de interior azul estrelado, em volta do qual figuram dentro das bordas externa e interna do círculo, em espaço de fundo branco, os lemas Religião (no lado esquerdo), Independência (na parte superior), União (no lado direito) e Liberdade (na parte inferior), separadas entre si essas palavras de ordem por quatro pequenos retângulos vermelhos que tocam apenas a borda interna do círculo, mas não a sua borda externa; sobre o círculo azul estrelado, em destaque, uma Cruz da Trindade na cor vermelha, sob a qual atravessa, no sentido longitudinal, uma fita de cor branca dividindo o círculo azul em dois hemisférios; no hemisfério superior, abaixo de cada braço da Cruz da Trindade, uma estrela branca, e no hemisfério inferior, mais duas estrelas brancas em posição paralela e próxima daquelas, tendo, ainda, mais nove estrelas brancas circundando a borda interna do hemisfério inferior do círculo azul, centralizadas a partir da estrela que quase toca a ponta inferior da Cruz da Trindade; envolvendo os lados do quadrado amarelo, um ramo de cana de açúcar (pelo lado esquerdo) e um ramo de algodão (pelo lado direito); saindo da parte superior do quadrado amarelo, a Mão da Justiça em posição espalmada para o alto, tendo na palma desta o Olho da Providência e cercando a Mão da Justiça três estrelas brancas de cada lado; logo acima da Mão da Justiça uma fita larga, branca e ondulada, em sentido longitudinal, em cujo interior está escrita a palavra Confederação, sendo essa fita, posicionada na parte superior da bandeira, extremada em cada ponta por um formato que abre a fita em duas pétalas".

## Usos
- No Palácio Iracema[8]
- Em veículo oficial, quando transportar o Governador.
- Nas Secretarias de Estado e sedes de outros órgãos e entidades da Administração Pública Estadual, quando o Governador a elas comparecer[9].
- Em eventos e solenidades aos quais o Governador comparecer[10].